# 양미경
양미경(梁美京, 1961년 7월 25일 ~ )은 대한민국의 배우이다.

## 학력
- 서울휘경초등학교 (졸업)
- 창덕여자중학교 (졸업)
- 창덕여자고등학교 (졸업)
- 숭의여자대학교 응용미술과 전문학사 (졸업)
- 꽃동네현도사회복지대학교 사회복지학과 (졸업)
- 서강대학교 영상대학원 영상예술학과 (졸업)
- 추계예술대학교 문화예술경영대학원 문화예술경영전공 (졸업)[1]

## 생애
1982년 국제그룹 회장 비서실에서 1년 남짓 근무하다 개인설계사무소의 제도사로 자리를 옮겼으며, 극단 신협의 워크숍에 참가한 것을 계기로 1983년 KBS 공채 탤런트 시험에 응시하게 되었다. 1983년 KBS 공채 10기 탤런트로 데뷔하였다. 데뷔 후 2년 간 단역에 출연하였으며, 이후 다양한 작품에서 주연과 조연을 맡으며 이름을 알렸다. 단아하며, 여성적인 이미지로 착한어머니의 모습을 많이 연기하였다. 또한 우아한 외모를 가져서 왕후나 영부인을 연기하기도 하였다. 1988년 KBS PD 허성룡과 결혼하였다.
2003년 드라마 《대장금》에선 극 중 장금 엄마의 절친한 친구이며, 장금의 스승인 한 상궁으로 열연과 연기력을 인정받아 많은 상을 수상하였다. 이후 《굳세어라 금순아》와 《해를 품은 달》에서도 가슴 시린 모성애 연기를 선보였다. 현재 인덕대학교 방송연예과에서 교수직을 겸임하고 있다.

## 출연 작품

### 드라마
- 1984년 KBS 단막극 《TV문학관 - 저문강》 ... 간호사 역
- 1984년 KBS 주말연속극 《미망인》 ... 지나가는 사람 역
- 1985년 KBS 스승의날 특집극 《푸른 교실》
- 1985년 KBS 단막극 《TV문학관 - 타인의 목소리》
- 1986년 KBS 주말연속극 《그대의 초상》 ... 희주 역
- 1987년 MBC 단막극 《MBC 베스트셀러극장 - 희미한 옛사랑의 그림자》
- 1987년 KBS 가요드라마 《바람 바람 바람》
- 1987년 KBS 《TV 손자병법》
- 1987년 KBS TV소설 《순애보》
- 1987년 MBC 미니시리즈 《인생화보》 ... 백남숙 역
- 1988년 KBS 미니시리즈 《훠어이 훠어이》 ... 승미 역
- 1989년 KBS 미니시리즈 《절반의 실패》
- 1990년 KBS 토요연속극 《징검다리》 ... 서유라 역
- 1991년 MBC 주말연속극 《고개숙인 남자》 ... 정희 역
- 1991년 KBS 청춘드라마 《사랑이 꽃피는 나무》 ... 여교수 역
- 1991년 MBC 주말연속극 《산너머 저쪽》
- 1991년 KBS 주말연속극 《여자의 시간》 ... 조인숙 역
- 1991년 MBC 단막극 《MBC 베스트극장 - 문 밖에서》 ... 인형 역
- 1992년 MBC 설날특집극 《일흔 살과 일곱 살》
- 1992년 MBC 단막극 《MBC 베스트극장 - 빨간 구두》 ... 양숙 역
- 1992년 MBC 미니시리즈 《행촌 아파트》
- 1992년 MBC 아침드라마 《두 자매》 ... 진숙영 역
- 1992년 SBS 수목드라마 《사랑하는 당신》 ... 이미숙 역
- 1993년 KBS 설날특집극 《옛날 나 어릴적에》
- 1993년 MBC 일요아침드라마 《한지붕 세가족》
- 1993년 MBC 단막극 《MBC 베스트극장 - 가시목걸이》 ... 명순 역
- 1993년 SBS 월화드라마 《댁의 남편은 어떠십니까》 ... 전진애 역
- 1993년 MBC 아침드라마 《자매들》 ... 송말숙 역
- 1993년 KBS 연말특집극 《은하의 강》
- 1994년 MBC 미니시리즈 《도전》
- 1994년 MBC 단막극 《MBC 베스트극장 - 우리들의 날개》
- 1994년 KBS 토요드라마 《인간극장 - 상사와 아내》
- 1995년 KBS 대하드라마 《장녹수》 ... 월산대군 부인 박씨 역
- 1995년 KBS 일일연속극 《좋은 남자 좋은 여자》
- 1995년 MBC 수목드라마 《숙희》 ... 장혜경 역
- 1995년 MBC 미니시리즈 《제4공화국》 ... 김옥숙 영부인 역
- 1995년 MBC 단막극 《MBC 베스트극장 - 이혼보고서》 ... 서영 역
- 1996년 MBC 단막극 《MBC 베스트극장 - 남편이 에이즈에 걸렸어요》 ... 상희 역
- 1996년 KBS 납량특집드라마 《전설의 고향》〈열불열비〉
- 1996년 MBC 주말연속극 《사랑한다면》 ... 차은미 역
- 1997년 MBC 단막극 《MBC 베스트극장 - 나, 당신 사랑하였기에》 ... 은아 역
- 1997년 SBS 일일연속극 《행복은 우리 가슴에》 ... 조문심 역
- 1997년 MBC 미니시리즈 《불꽃놀이》 ... 민호 모 역
- 1997년 MBC 일일연속극 《방울이》 ... 새엄마 역
- 1997년 KBS 수목드라마 《그대 나를 부를 때》
- 1997년 KBS 특집드라마 《상사와 아내》
- 1997년 KBS 주말연속극 《웨딩드레스》
- 1998년 KBS 아침드라마 《바람처럼 파도처럼》
- 1998년 MBC 단막극 《MBC 베스트극장 - 약속》
- 1998년 KBS 단막극 《일요베스트 - 지워지지 않을 그 연둣빛》
- 1998년 KBS 주말연속극 《종이학》
- 1999년 KBS 주간드라마 《부부클리닉 사랑과 전쟁》 ... 조정위원 역
- 1999년 KBS 단막극 《일요베스트 - 은비령》
- 1999년 KBS 어린이드라마 《어린 왕자》 ... 정유성 모 역
- 1999년 MBC 단막극 《MBC 베스트극장 - 천년둥이》 ... 서영 역
- 1999년 MBC 단막극 《MBC 베스트극장 - 남몰래 흐르는 눈물》 ... 민정 역
- 1999년 MBC 미니시리즈 《눈물이 보일까봐》
- 1999년 KBS 미니시리즈 《초대》 ... 산부인과 의사 역
- 1999년 MBC 단막극 《MBC 베스트극장 - 앙숙》
- 2000년 KBS 청소년드라마 《학교 3》 ... 다인의 엄마, 유은경 역
- 2000년 SBS 드라마스페셜 《불꽃》 ... 초희 역
- 2001년 KBS 일일연속극 《우리가 남인가요》
- 2001년 MBC 일일연속극 《결혼의 법칙》
- 2001년 MBC 창사특집극 《길모퉁이》
- 2001년 KBS 단막극 《드라마시티 - 복사꽃 필 무렵》
- 2001년 KBS 미니시리즈 《쿨》 ... 한소연의 모 역
- 2001년 SBS 일일드라마 《이 부부가 사는 법》 ... 미영 역
- 2001년 KBS TV소설 《새엄마》 ... 양순자 역
- 2002년 MBC 수목미니시리즈 《그 햇살이 나에게》 ... 김연숙 역
- 2002년 KBS 《이색극장 두남자이야기》 ... 양미경 역
- 2002년 KBS TV소설 《인생화보》 ... 월영 역
- 2003년 MBC 특별기획드라마 《대장금》 ... 한 상궁(한백영) 역
- 2004년 SBS TV문학상 최우수상 수상작 《짝사랑》 ... 수진 역[3]
- 2005년 MBC HD 일일연속극 《굳세어라 금순아》 ... 김영옥 역
- 2005년 MBC 특별기획 주말드라마 《제5공화국》 ... 육영수 영부인 역
- 2005년 SBS 금요드라마 《비천무》 ... (목소리 출연)
- 2005년 MBC 창사특집극 《직지》 ... 귀비 원씨 역
- 2007년 SBS 대하사극 《왕과 나》 ... 정희왕후 윤씨 역
- 2007년 PBC 3부작특집극 《강완숙 보관됨 2011-09-08 - 웨이백 머신》 ... 강완숙 역
- 2010년 MBC 주말연속극 《민들레 가족》 ... 김숙경 역
- 2010년 MBC 단막극 《MBC 일요 드라마 극장 - 주부 김광자의 제3활동》 ... 김광자 역
- 2011년 MBC 특별기획드라마 《짝패》 ... 천둥의 생모 역
- 2011년 MBC 월화미니시리즈 《미스 리플리》 ... 송유현의 친모, 사카모토 아키코 역
- 2012년 MBC 수목미니시리즈 《해를 품은 달》 ... 정경부인 신씨 역
- 2012년 MBC 특별기획 주말드라마 《메이퀸》 ... 이금희 역
- 2013년 KBS2 미니시리즈 《예쁜 남자》 ... 김미숙 역
- 2014년 MBC 주말연속극 《왔다! 장보리》 ... 송옥수 역
- 2015년 SBS 드라마스페셜 《가면》 ... 강옥순 역
- 2016년 KBS1 일일연속극 《빛나라 은수》 ... 박연미 역
- 2018년 TV조선 토일드라마 《대군 - 사랑을 그리다》 ... 대비 심씨 역
- 2020년 KBS2 일일드라마 《비밀의 남자》 ... 이경혜 역 (특별출연)
- 2021년 KBS1 일일연속극 《국가대표 와이프》 ... 오장금 역
- 2024년 KBS1 일일연속극 《결혼하자 맹꽁아!》 ... 강명자 역

### 영화
- 1987년 《불씨》
- 1998년 《실락원》 ... 지우의 아내 역
- 2000년 《진실게임》 ... 아내 역
- 2005년 《초승달과 밤배》 ... 한영자 역
- 2009년 《김씨 표류기》 ... 여자 김씨 엄마 역 (특별출연)
- 2017년 《그래, 가족》 ... 군녀 역 (특별출연)

## 방송

### TV
- 1994년 11월 24일 KBS 《TV는 사랑을 싣고》... 게스트
- 1994년~1997년 KBS 《서세원 양미경의 행복이 가득한 집》 ... MC
- 1995년 7월 7일 KBS 《퀴즈탐험 신비의 세계》 ... 게스트
- 2001년~2002년 SBS 《생방송 행복찾기》 ... MC
- 2005년 KBS 《싱싱일요일》 ... MC
- 2005년~2006년 KBS 《러브 인 아시아》 ... MC
- 2019년 KBS1 《다큐공감》 294회 : 2019 동백아가씨 ... 내레이션

### 라디오
- 1997년 KBS 2FM 《양미경의 3시와 5시 사이》 ... DJ
- 2001년~2002년 TBS 《양미경의 노래마을》 ... DJ
- 2005년~2006년 PBC 《그대에게 가는 길, 양미경입니다[깨진 링크(과거 내용 찾기)]》 ... DJ
- 2009년~2011년 PBC 《신부님 신부님 우리 신부님 - 양미경의 시간의 노트 보관됨 2016-03-04 - 웨이백 머신》 ... Narrator
- 2011년 5월 1일 ~ 2023년 4월 22일 cpbc 《다문화특집 양미경의 우리가 무지개처럼》 ... DJ

## 공연
- 2004년 악극 《미워도 다시한번》 ... 김수정 역

## 저서
- 1997년 『당신이 진실로 행복하게 살고 싶다면』 에세이집
- 2004년 『양미경의 가슴으로 읽는 시』
- 2008년 『愛する心で(사랑하는마음으로)』 일본 수필집 출간

## CF
- 1981년 동성제약 훼미닌 헤어칼라
- 1985년 삼진제약 (베이비세이프, 게보린 (feat 김성일))
- 1985년 삼미 스테인레스 파이프
- 1985년 삼덕물산 녹즙기
- 1986년 ~ 1988년 롯데햄[4]
- 1989년 유한킴벌리 비바
- 1991년 보원 자석목걸이 골드 (feat 김민정)
- 1991년 애경산업 그린 트리오 (feat 이재은)
- 1992년 동화약품 후시딘 (나문희와 함께 출연)
- 1992년 제일모직 가정배달서비스 (송영창과 함께 출연)
- 1993년 LG생활건강 샤프란
- 1993년 동서식품 동서보리차
- 1993년 비락 비락 식혜*수정과
- 1994년 동양매직 매직폭포봉세탁기
- 1994년 농심 맛가루
- 1995년 농심 신라면
- 1995년 농심 모밀국수
- 2002년 태화라텍스 태화고무장갑
- 2003년 삼육식품 검은참깨두유 (조정은, 김진만과 함께 출연)
- 2003년 교원 빨간펜
- 2004년 동서식품 맥심커피믹스 (김정은, 박해일과 함께 출연)
- 2004년 동국제약 인사돌
- 2004년 대웅제약 닥터베아제
- 2004년 동양화재 (견미리와 함께 출연)
- 2004년 한국가스안전공사 가스안전캠페인
- 2004년 오뚜기 오뚜기쌀
- 2006년 오뚜기 오뚜기밥
- 2006년 오뚜기 옛날사골곰탕
- 2007년 오뚜기 강황밥
- 2007년 오뚜기 오뚜기만두
- 2007년 인켈 아트윌홈시어터
- 2012년 삼성제약 에이슬림
- 2015년 태극제약 도미나 크림
- 2024년 정식품 그린비아(균형영양식)

## 경력
- [現]인덕대학 방송연예과 교수
- 2011 長崎ウエスレヤン大学(Nagasaki Wesleyan University) 객원교수
- 2009 한국사회복지사협회 홍보대사 [깨진 링크(과거 내용 찾기)]
- 2008 아시아 문화예술진흥연맹 홍보대사 [깨진 링크( 과거 내용 찾기])]
- 2008 식품안전 홍보대사
- 2007 한스타일 홍보대사
- 2006 대한간호복지재단 홍보대사 [깨진 링크(과거 내용 찾기)]
- 2006 문화체육관광부 한복 명예홍보대사 [깨진 링크( 과거 내용 찾기])]
- 2006 국세청 명예홍보위원
- 2005 금융감독원 홍보대사[깨진 링크(과거 내용 찾기)] [깨진 링크(과거 내용 찾기)]
- 2005 한국 농식품 수출 홍보대사 [깨진 링크(과거 내용 찾기)]
- 2004 한마음한몸운동본부 홍보대사
- 2003 환경재단 홍보대사
- 2003 국가보훈처 나라사랑 홍보대사 보관됨 2015-03-16 - 웨이백 머신 [깨진 링크(과거 내용 찾기)]

## 수상 경력
- 1985년 KBS 연기대상 신인상
- 2003년 MBC 연기대상 연기자 부문 특별상 《대장금》
- 2004년 제40회 백상예술대상 TV부문 인기상 《대장금》
- 2006년 제40회 납세의 날 국무총리표창
- 2008년 아시아문화예술진흥연맹 한류공로상 [깨진 링크( 과거 내용 찾기])]
- 2009년 꽃동네현도사회복지대학교 공로상
- 2011년 제4회 한국나눔봉사대상 개인부문 대상
- 2012년 MBC 연기대상 여자 황금연기상 《해를 품은 달》, 《메이퀸》

## 사망 오보 소동
2009년 12월 17일 21시 50분쯤에 조선닷컴에서 그녀가 스스로 목숨을 끊었다는 기사가 나갔다. 그러나 이는 동명이인인 가수 양수경의 동생이 지병으로 사망한 것이 와전되어 생긴 오보로 확인되었다. 조선닷컴에서는 같은 날 23시 29분에 정정기사를 올렸다. 탤런트 양미경 자살 소동, 원인은 가수 양수경 동생 양미경씨 사망 때문 - 2009년 12월 17일 일간스포츠 바로잡습니다 - 탤런트 양미경씨 관련 보도는 사실무근 - 조선일보 2009년 12월 17일